# جورج هاريس (رجل دين)
جورج هاريس (بالإنجليزية: George Harris)‏ هو رجل دين ومدرس أمريكي، ولد في 1 أبريل 1844 في ماتشياس في الولايات المتحدة، وتوفي في 1 مارس 1922 في نيويورك في الولايات المتحدة.